# Pilopogon peruvianus
Pilopogon peruvianus är en bladmossart som beskrevs av G. Frahm 1983. Pilopogon peruvianus ingår i släktet Pilopogon och familjen Dicranaceae. Inga underarter finns listade i Catalogue of Life.